# Stampante multifunzione

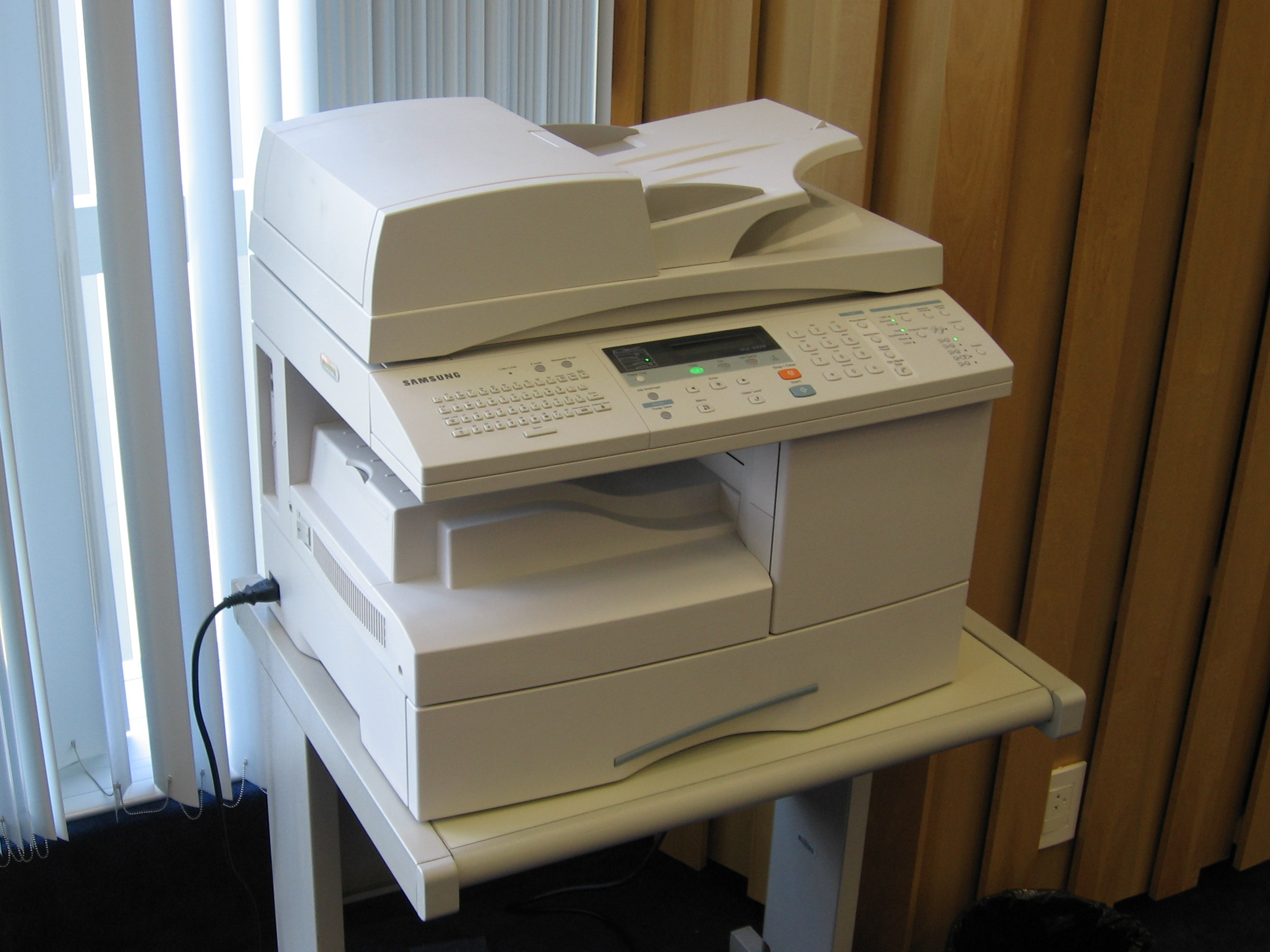
Una stampante multifunzione Samsung

La stampante multifunzione (ellissi comunemente utilizzata: "multifunzione") o stampante all-in-one (ellissi comunemente utilizzata: "all-in-one") è una tipologia di periferica che si contraddistingue per il fatto di integrare in un unico blocco hardware due diverse periferiche: una stampante e uno scanner. 
La stampante multifunzione è quindi sempre in grado di eseguire almeno tre operazioni: la stampa, la scansione di superfici piane e la produzione di fotocopie. Inoltre possono eventualmente essere integrate nella stampante multifunzione anche altre periferiche, come ad esempio un modem o una scheda di rete. In tale caso la stampante multifunzione è in grado di eseguire operazioni come ad esempio l'invio di facsimili.
Non è sbagliato considerare la stampante multifunzione una tipologia di stampante. Normalmente però, come prodotto merceologico, la stampante multifunzione è considerata un prodotto distinto dalla stampante proprio perché è in grado di svolgere altre operazioni oltre alla stampa.

## Funzionamento in modalità stand-alone
La stampante multifunzione eventualmente può funzionare in modalità stand-alone, cioè non connessa ad un computer. In tale modalità è in grado di operare unicamente come fotocopiatrice e, se è dotata di modem, anche come fax. La stampante multifunzione in grado di funzionare in modalità stand-alone è anche una tipologia di macchina da ufficio.

## Operazioni svolte
Quando la stampante multifunzione è gestita dal computer può svolgere le seguenti operazioni:
- stampare;
- eseguire scansioni;
- fotocopiare;
- faxare (solo se la stampante multifunzione è dotata di modem);
- inviare immagini per posta elettronica (solo se la stampante multifunzione è dotata di scheda di rete).

In modalità stand-alone la stampante multifunzione può invece svolgere le seguenti operazioni:
- fotocopiare;
- faxare (solo se la stampante multifunzione è dotata di modem);
- inviare immagini per posta elettronica (solo se la stampante multifunzione è dotata di scheda di rete).

## Tipologie
Le stampanti all-in-one possono essere a getto d'inchiostro o laser, in bianco e nero o a colori. Sono molto diffusi gli esemplari in cui lo scanner è a colori mentre la stampa è in bianco e nero.

## Vantaggi e svantaggi
Le stampanti multifunzione hanno il vantaggio, rispetto alle stampanti tradizionali, di fornire funzionalità aggiuntive senza richiedere l'acquisto di strumenti separati, come uno scanner d'immagini, una fotocopiatrice o un fax.
Le stampanti multifunzione hanno in genere un costo superiore rispetto a quello di una normale stampante ma inferiore rispetto alla somma delle macchine separate. In genere si considera che possano avere prestazioni inferiori rispetto all'apparato specifico con il vantaggio però di una riduzione dell'ingombro fisico e/o dei consumi e del prezzo d'acquisto.

## Ambiti di utilizzo
La stampante multifunzione è molto apprezzata in ambito Small Office Home Office. In particolare in tale ambito sono apprezzati i costi inferiori da sostenere (rispetto all'acquisto e alla gestione di più apparecchi distinti), oltre alla riduzione degli ingombri richiesti.

## Produttori
I principali produttori di stampanti multifunzione sono Xerox, Hewlett-Packard, Epson, Lexmark, Brother, Konica Minolta, Canon, Toshiba, Sharp, Kyocera-Mita e Ricoh
.